# Orphée ramenant Eurydice des enfers
Orphée ramenant Eurydice des enfers est un tableau réalisé par le peintre français Jean-Baptiste Camille Corot en 1861. De format horizontal, cette huile sur toile est une peinture mythologique qui représente Orphée entraînant Eurydice hors des Enfers. Le héros grec y figure avançant d'un pas décidé dans un sous-bois marécageux peuplé d'âmes tristes, avec dans une main la lyre qui fait sa réputation et dans l'autre le bras de la nymphe qu'il est venue arracher à la Mort. L'œuvre est exposée au Salon de 1861, à Paris. Achetée en 1987, elle est conservée au musée des Beaux-Arts de Houston, à Houston, au Texas, dans le Sud des États-Unis.